# Breakaway (песня The Cars)
Breakaway (с англ. — «Отколовшийся») — песня американской рок-группы The Cars, сторона Б сингла Why Can’t I Have You.

## О песне
Песня была написана и спета вокалистом, ритм-гитаристом и автором песен Риком Окасеком. Продюсером выступили Матт Ланг, а также сами участники группы. Это одна из трёх песен The Cars, выпускавшихся на сторонах Б синглов (две другие — That’s It и Don’t Go to Pieces). Это также единственная из этих трёх песен, спетая Окасеком.
"Breakaway" описан как имеющий "оттенки евро-диско" в примечаниях к обложке Just What I Needed: The Cars Anthology (1995).

## Другие появления
Песня впервые была выпущена на восемнадцатом в общем и пятом с альбома Heartbeat City сингле Why Can’t I Have You 7 января 1985 года как сторона Б. "Why Can’t I Have You" достиг 33-го места в Billboard Hot 100, а также 11-го места в чарте Top Rock Tracks. Песня также появилась в качестве стороны Б к 12" версии сингла Tonight She Comes. Сингл достиг седьмого места в Billboard Hot 100 в январе 1986 года. Песня достигла первого места в чарте Top Rock Tracks, где оставалась в течение трёх недель.
Песня появляется в сборнике Just What I Needed: The Cars Anthology, а также в качестве бонус-трека переиздания Heartbeat City 2018 года.

## Участники записи
- Рик Окасек — вокал, ритм-гитара
- Бен Орр — бас-гитара, бэк-вокал
- Эллиот Истон — соло-гитара, бэк-вокал
- Грег Хоукс — клавишные, бэк-вокал, Fairlight CMI программирование
- Дэвид Робинсон — ударные, Fairlight CMI программирование